# Сеговия (Колумбия)
Сеговия (исп. Segovia) — город и муниципалитет на севере Колумбии, на территории департамента Антьокия. Входит в состав субрегиона Северо-Восточная Антьокия.

## История
Поселение из которого позднее вырос город было основано 24 июля 1869 года капитаном Франсиско Нуньесом Педросой. Муниципалитет Сеговия был выделен в отдельную административную единицу в 1885 году.

## Географическое положение

Муниципалитет Сеговия

Город расположен в северо-восточной части департамента, в гористой местности Центральной Кордильеры, на расстоянии приблизительно 127 километров к северо-востоку от Медельина, административного центра департамента. Абсолютная высота — 656 метров над уровнем моря.

Муниципалитет Сеговия граничит на севере с муниципалитетами Сарагоса и Эль-Багре, на северо-западе — с муниципалитетом Анори, на западе — с муниципалитетом Амальфи, на юге — с муниципалитетом Ремедиос, на востоке — с территорией департамента Боливар. Площадь муниципалитета составляет 1231 км².

## Население
По данным Национального административного департамента статистики Колумбии, совокупная численность населения города и муниципалитета в 2012 году составляла 38 661 человека.
Динамика численности населения муниципалитета по годам:
| 2005   | 2006   | 2007   | 2008   | 2009   | 2010   | 2011   | 2012   |
| ------ | ------ | ------ | ------ | ------ | ------ | ------ | ------ |
| 35 071 | 35 620 | 36 132 | 36 650 | 37 154 | 37 647 | 38 154 | 38 661 |

Согласно данным переписи 2005 года мужчины составляли 49,9 % от населения Сеговии, женщины — соответственно 50,1 %. В расовом отношении белые и метисы составляли 79,2 % от населения города; негры, мулаты и райсальцы — 19,6 %, индейцы — 1,2 %.
Уровень грамотности среди всего населения составлял 80,3 %.

## Экономика
Основу экономики Сеговии составляют золотодобывающая промышленность, сельскохозяйственное производство и заготовка древесины. На территории муниципалитета добывается 39,4 % от всего, добываемого в Антьокии золота и 6,66 % от всего золота, добываемого в Колумбии.

62,2 % от общего числа городских и муниципальных предприятий составляют предприятия торговой сферы, 27,6 % — предприятия сферы обслуживания, 9,6 % — промышленные предприятия, 0,6 % — предприятия иных отраслей экономики.